# Tāzhbān
Tāzhbān (persiska: تاژبان) är en ort i Iran.   Den ligger i provinsen Kurdistan, i den nordvästra delen av landet, 500 km väster om huvudstaden Teheran. Tāzhbān ligger 1 199 meter över havet och antalet invånare är 153.
Terrängen runt Tāzhbān är huvudsakligen kuperad, men söderut är den bergig. Tāzhbān ligger nere i en dal. Runt Tāzhbān är det ganska tätbefolkat, med 93 invånare per kvadratkilometer. Närmaste större samhälle är Bāneh, 17,1 km öster om Tāzhbān. Trakten runt Tāzhbān består i huvudsak av gräsmarker.